# Delia tornensis
Delia tornensis är en tvåvingeart som först beskrevs av Ringdahl 1926.  Delia tornensis ingår i släktet Delia och familjen blomsterflugor. Arten är reproducerande i Sverige. Inga underarter finns listade i Catalogue of Life.